# Aires de Sá e Melo
Aires de Sá e Melo (ur. 1715, zm. 1786) – portugalski polityk z XVIII wieku.
Od dnia 2 września 1775 do roku 1786 Aires de Sá e Melo piastował funkcję Sekretarza Stanu Spraw Zagranicznych i Wojny.
Od dnia 4 III 1777 roku do 9 XII 1785 był też pierwszym ministrem w państwie. Doświadczony dyplomata.
Ożenił się dwukrotnie. Pierwszą jego żoną (w roku 1735) została starsza odeń Sebastiana Inęs de Melo de Sousa e Cáceres, z którą miał dwie córki: Maria de Sá i Sebastiana de Sá.
Drugą żoną została (rok 1752) z kolei o kilkanaście lat młodsza Maria Antónia de Sá Pereira de Menezes, z którą miał kolejne córki: (Maria das Neves de Sá i Maria Antónia de Carvalho Cortez de Vasconcelos) i syna (Joăo Rodrigues de Sá e Melo, 1. wicehrabia de Anadia), w przyszłości również wpływowy polityk.
Unowocześnił przemysł wojenny do celów spodziewanej wojny z Hiszpanią. Stworzył Radę Sprawiedliwości (Conselho de Justiça). Zwiększył liczbę obowiązków gubernatorów wojskowych w prowincjach.